# داء التكور الكولاجيني
دَاءُ التَّكَوُّرِ الكولاجيني، أَوْ دَاءُ التَّكَوُّرِ الْبَسيطِ، هُوَ نَتِيجَةُ حَمِيدَةُ فِي أَمْرَاضِ الثَّدْي. غَالِبًا مَا يَكُونُ اِكْتِشَافًا عَرْضيًا، عَلَى الرَّغْمِ مَنْ أَنَّهُ يَرْتَبِطُ أحيانًا بِالتَّكَلُّسَاتِ، مِمَّا قَدْ يُؤَدِّي إِلَى أَخَذَ خِزْعَةٌ.

## الأهمية
مِنَ الْمُهِمِّ التَّعَرُّفَ عَلَى الدَّاءِ بِشَكْلِ صَحِيحِ، حَيْثُ يَمِّكُنَّ الْخِلْطَ بَيْنَهُ وَبَيْنَ تَضَخُّمِ الأقنية الشَّاذَّ، السَّرَطَانَ الْقِنْوِيَّ اللَّابِدَ الْمُوضِعِيَّ، وَالسَّرَطَانَ الْكِيسِيَّ اِلْغَدَانِي.

## الخصائص النسيجية
يَتَمَيَّزُ دَاءُ التَّكَوُّرِ الكولاجيني بِهَنْدَسَةِ أُنْبوبِيَّةِ/مَصْفُوفِيَّةَ الشَّكْلِ مَعَ مَادَّةِ يوزينية دَاخِلَ النبيبات. وَالَّتِي يُتْمِ تَرْتِيبِهَا بِشَكْلِ كِلَاَسِيكِيِّ مِثْلُ مَكَابِحِ الْعَجَلَةِ (الْمَسَامِيرَ الشُّعَاعِيَّةَ). عَادَةً لَا يُوجَدُ لَدَيْهَا نَشَاطَ اِنْقِسَامِي، وَتُوجَدُ مَجْمُوعَتَانِِ مِنَ الْخَلَاَيَا (الطِّلَاَئِيَّةَ وَالْعَضَلِيَّةَ الظِّهَارِيَّةَ)، كَمَا هُوَ الْحَالُ فِي غُدَدِ الثَّدْي الْحَمِيدَةِ.
عَادَةٌ مَا تَكَوُّنِ الآفات صَغِيرَةَ (أَقَلَّ مَنْ 50 كَرِيُوَةٍ فِي الْآفَةِ، وَأَقَلَّ مَنْ 100 مايكرومتر فِي الْحَجْمِ) وَقَدْ تَكُونُ مُتَعَدِّدَةُ الْبُؤَرِ.

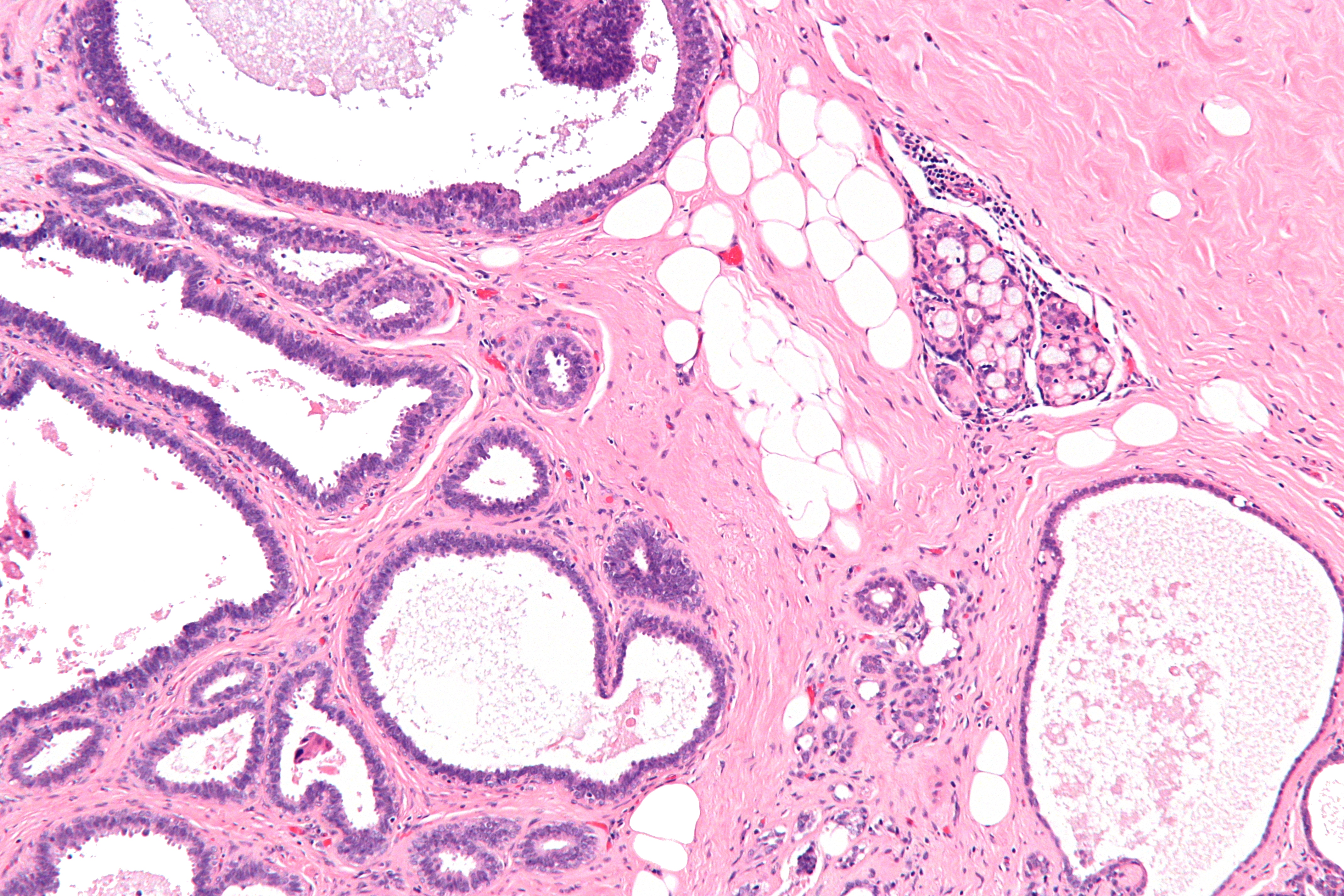
تكبير متوسط
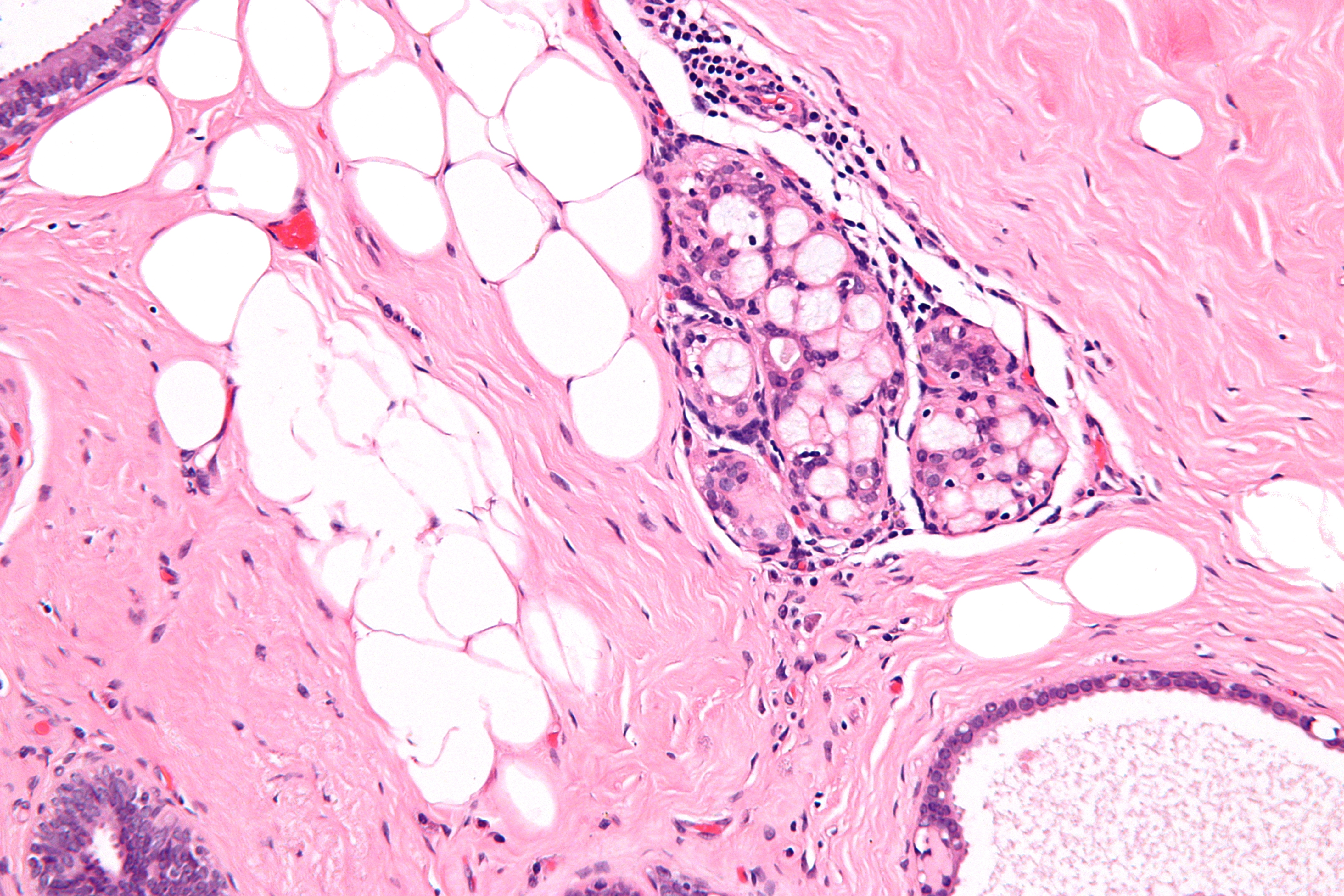
تكبير عالي